# Il pugno proibito dell'agente Warner
Il pugno proibito dell'agente Warner (Faites vos jeux, mesdames) è un film di coproduzione francese e spagnola del 1965 diretto da Marcel Ophüls.

## Trama
Il figlio di un diplomatico della Germania occidentale viene rapito e l'allarme scatta a livello mondiale poiché le scoperte effettuate nel campo della fisica del diciassettenne giovane prodigio potrebbero dare un vantaggio decisivo nella guerra fredda agli avversari. La CIA statunitense sospetta dei servizi segreti sovietici e incarica l'agente Mike Warner nella rischiosa missione. Quando arriva una richiesta di riscatto di un miliardo di dollari in pietre preziose, Mike scopre che anche gli stessi agenti russi stanno cercando i rapitori e il giovane.
Ben presto, l'agente scopre la verità: il giovane è stato rapito da una banda composta da donne spie di diversa nazionalità che si sono rivoltate contro i rispettivi governi. Mentre Warner viene rapito dalle donne e gli agenti russi tentano l'assalto al loro covo, il fisico si innamora, ricambiato, di una giovane donna componente della banda, che però viene rapita dai sovietici. Inizia così per Warner un'avventura pericolosa per tentare di liberare i due fidanzati, scoprendo inoltre che il marito della capo della banda ha intenzione di impadronirsi del riscatto in diamanti.

## Distribuzione
Il film in Italia ottenne il visto di censura n. 45.004 del 10 aprile 1965 per una lunghezza della pellicola di 2.397 metri. In Francia uscì il 5 aprile 1965, mentre in Germania uscì con il titolo Ab heute wieder Niederschläge il 21 maggio 1965. In Spagna ebbe il titolo Hagan juego, señoras e uscì nel luglio del 1966.